# Lou Piniella
Louis Victor Piniella (ur. 28 sierpnia 1943) – amerykański baseballista, który występował na pozycji lewozapolowego, trener i menadżer klubów Major League Baseball.
W MLB debiutował 4 września 1963, w wieku 20 lat, w zespole Baltimore Orioles. Następny mecz rozegrał 5 lat później będąc zawodnikiem Cleveland Indians. W 1968 miał miejsce draft dla nowo powstałych zespołów (Montreal Expos, San Diego Padres, Kansas City Royals, Seattle Pilots). Pinella został wybrany przez Seatlle Pilots, jednak w ramach wymiany trafił do Kansas City Royals. 8 kwietnia 1969 wystąpił po raz pierwszy w zespole Royals, w którym grał jeszcze przez cztery sezony. W tym samym roku został wybrany najlepszym debiutantem w MLB. W 1972 wystąpił w Meczu Gwiazd MLB. 7 grudnia 1973 roku w ramach kolejnej wymiany Piniella został zawodnikiem New York Yankees. W Yankees grał przez 11 sezonów i wygrał trzykrotnie World Series. Karierę zakończył w 1984 roku.
W 1986 został menadżerem New York Yankees. W latach 1990–1992 prowadził Cincinnati Reds, następnie przez 11 lat Seattle Mariners. W 1995 został wybrany Menadżerem Roku, kiedy to Mariners odnieśli rekordowe 116 zwycięstw w sezonie zasadniczym. W późniejszym okresie był jeszcze menadżerem Tampa Bay Rays oraz Chicago Cubs

## Nagrody i wyróżnienia
| Nagroda/wyróżnienie         | Lata             | Źródło |
| All-Star                    | 1972             | [ 1 ]  |
| 3× zwycięzca w World Series | 1977, 1978, 1990 | [ 6 ]  |
| AL Rookie of the Year Award | 1969             | [ 3 ]  |
| 2× AL Manager of the Year   | 1995, 2001       | [ 5 ]  |
| NL Manager of the Year      | 2008             | [ 5 ]  |